# Heroldsbach
Heroldsbach là một đô thị thuộc huyện Forchheim trong bang Bayern nước Đức. Đô thị Heroldsbach có diện tích 15,59 km², dân số thời điểm 31 tháng 12 năm 2006 là 4989 người.